# (35123) 1992 EB17
1992 EB17 (asteroide 35123) é um asteroide da cintura principal. Possui uma excentricidade de 0.16750270 e uma inclinação de 3.97542º.
Este asteroide foi descoberto no dia 1 de março de 1992 por UESAC em La Silla.